# Achillea erba-rotta moschata
Il millefoglio del granito (nome scientifico  Achillea erba-rotta subsp. moschata  (Wulfen) I.Richardson, 1976) è una specie di pianta angiosperma dicotiledone della famiglia delle Asteraceae (sottofamiglia Asteroideae, tribù Anthemideae (Eurasian grade) e sottotribù Matricariinae).

## Etimologia
Il nome del genere è stato fissato da Linneo e deriva dalla credenza che Achille avesse usato queste piante durante l'assedio di Troia (così racconta Plinio) per curare le ferite insanabili di Telefo, dietro consiglio di Venere, avendo appreso da Chirone le virtù medicinali delle stesse.. L'epiteto specifico (erba-rotta) significa "erba rossa". Il secondo epiteto specifico (moschata) deriva dal latino "moschatus" che significa: "ha un odore muschiato".
Il nome scientifico della specie è stato definito dai botanici Franz Xavier von Wulfen (1728-1805) e Ian Bertram Kay Richardson (1940-) nella pubblicazione " Botanical Journal of the Linnean Society" ( Bot. J. Linn. Soc. 71(4): 271) del 1976.

## Descrizione

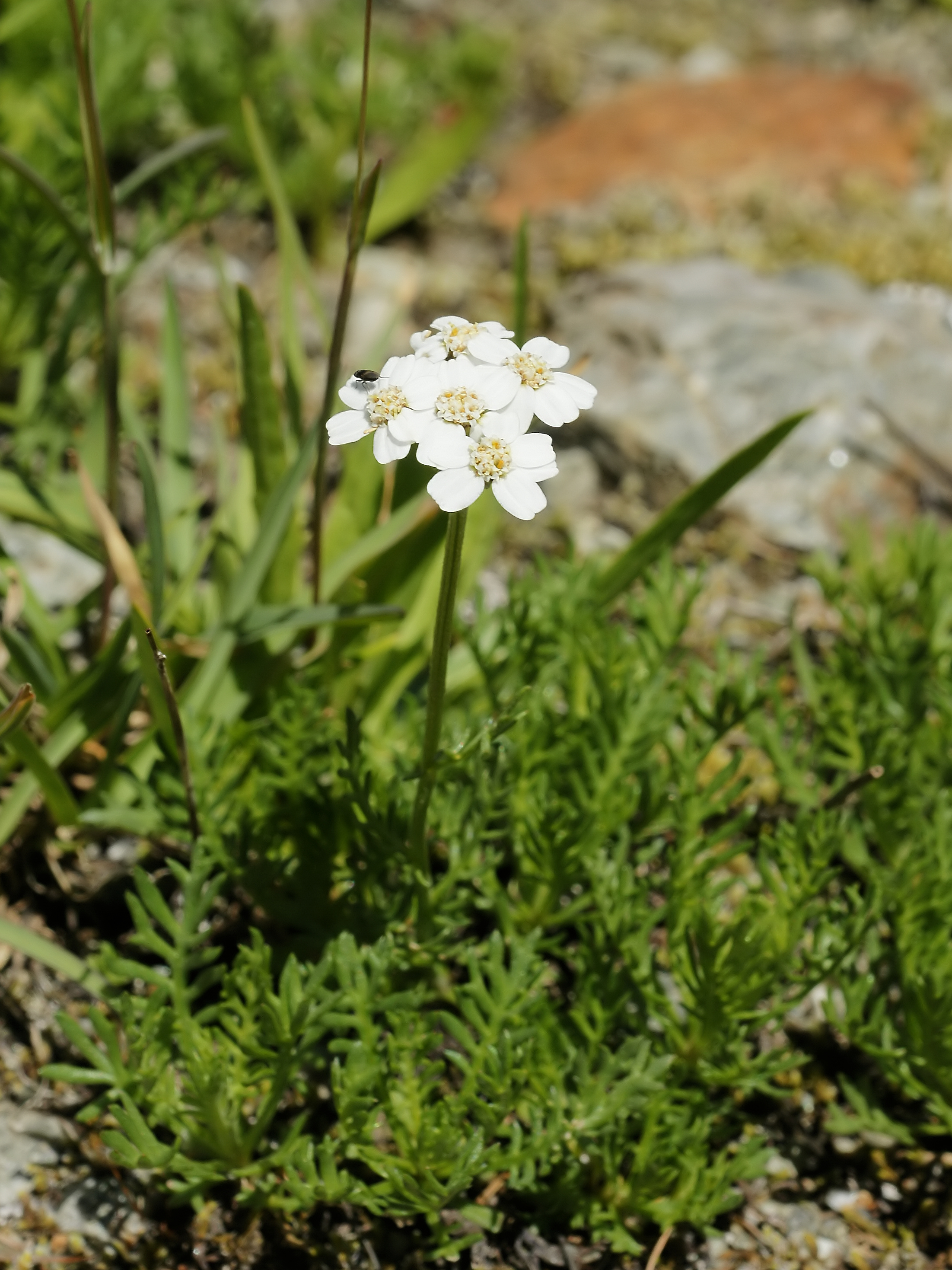
Il portamento

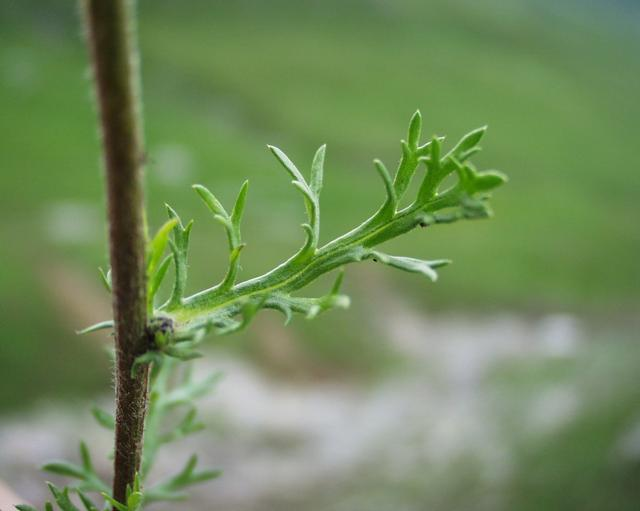
Le foglie

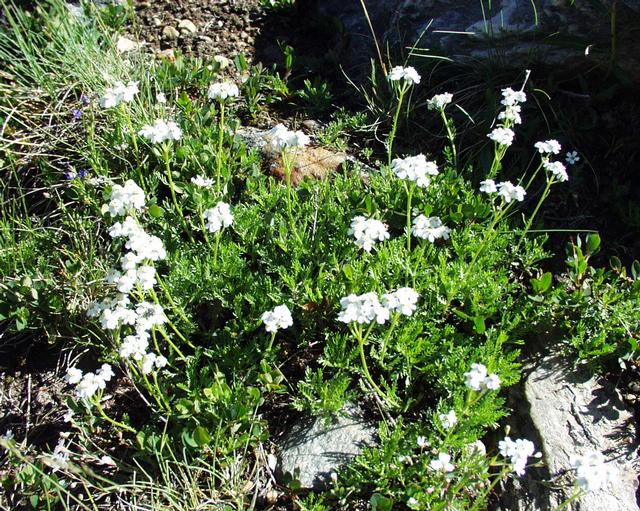
Infiorescenza

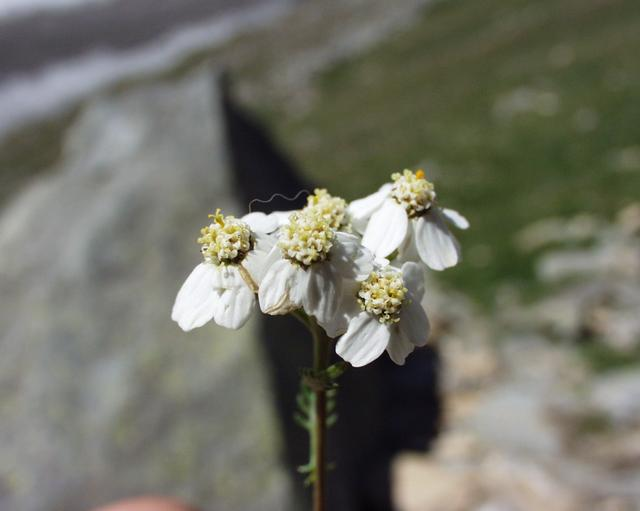
I fiori

Portamento. La specie di questa voce è una pianta erbecea perenne con indumento a peli basifissi. La forma biologica è camefita suffruticosa (Ch suffr), sono piante perenni e legnose alla base, con gemme svernanti poste ad un'altezza dal suolo tra i 2 ed i 30 cm (le porzioni erbacee seccano annualmente e rimangono in vita soltanto le parti legnose). La pianta è aromatica.
Fusto. I fusti ipogei sono del tipo a rizoma; mentre la parte epigea è legnosa e strisciante con getti sterili e rami fioriferi eretti. In generale l'aspetto delle piante è densamente cespitoso. Altezza media: 1 - 2 dm.
Foglie. Le foglie hanno una disposizione alterna e presentano un lieve aroma canforato. Le foglie inferiori sono una volta pennatosette completamente divise in acute lacinie larghe 1 - 2 mm. Le foglie cauline sono divise in 7-10 sottili lacinie con rachide progressivamente allargato. Quelle inferiori sono abbraccianti il fusto. Dimensione delle foglie inferiori: 1 x 5 cm. 
Infiorescenza. Le sinflorescenze sono formate da capolini calatidi dal diametro di pochi millimetri raccolti in modo corimboso molto denso; raramente sono solitari. Le infiorescenze vere e proprie sono composte da un capolino terminale peduncolato di tipo radiato. I peduncoli, con forme cilindriche striate, sono subglabri o con peli sparsi. I capolini sono formati da un involucro, con forme da emisferiche (diametro 3-5 mm), composto da diverse brattee, al cui interno un ricettacolo fa da base ai fiori di due tipi: fiori del raggio e fiori del disco. Le brattee, con margini cartilaginei, colorati di bruno e dentellati all'apice, sono disposte in modo più o meno embricato su più serie (da 2 a 3). Il ricettacolo è piatto o da emisferico a conico, ed è provvisto di pagliette trasparenti a protezione della base dei fiori. 
Fiori.  I fiori sono tetra-ciclici (formati cioè da 4 verticilli: calice – corolla – androceo – gineceo) e pentameri (calice e corolla formati da 5 elementi). Si distinguono in:
- fiori del raggio (esterni): sono femminili, fertili e sono disposti su una serie; la forma è ligulata (zigomorfa); a volte possono mancare o essere sterili;
- fiori del disco (centrali): sono più numerosi con forme brevemente tubulose (attinomorfe); sono ermafroditi e fertili.

- Formula fiorale:

*/x K {\displaystyle \infty }, [C (5), A (5)], G 2 (infero), achenio
- Calice: i sepali del calice sono ridotti ad una coroncina di squame.

- Corolla:

- fiori del raggio: la forma della corolla alla base è piatta/tubulosa, mentre all'apice è ligulata; la ligula può terminare in modo subrotondo; il colore è bianco;
- fiori del disco: la forma della corolla è tubulare bruscamente divaricata in 5 lobi ed è lievemente zigomorfa in quanto due lobi sono più larghi degli altri; i lobi, patenti o eretti, hanno una forma deltata; il colore è giallo.

- Androceo: l'androceo è formato da 5 stami (alternati ai lobi della corolla) sorretti da filamenti generalmente liberi con un collare a forma di balaustra; gli stami sono connati e formano un manicotto circondante lo stilo. Le antere possono essere sia di tipo basifissa che medifissa (ossia attaccate al filamento per la base – nel primo caso; oppure in un punto intermedio – nel secondo caso).[15] Questa caratteristica ha valore tassonomico in quanto distingue i generi gli uni dagli altri. Il tessuto endoteciale (rivestimento interno dell'antera) non è polarizzato. Il polline è sferico con un diametro medio di circa 25 micron;  è tricolporato (con tre aperture sia di tipo a fessura che tipo isodiametrica o poro) ed è echinato (con punte sporgenti).

- Gineceo: l'ovario è infero uniloculare formato da 2 carpelli. Lo stilo (il recettore del polline) è profondamente bifido (con due stigmi divergenti) e con le linee stigmatiche marginali separate o contigue. I due bracci dello stilo hanno una forma troncata e possono essere papillosi o ricoperti da ciuffi di peli.

- Antesi: da giugno a settembre.

Frutti. I frutti sono degli acheni privi di pappo. La forma è obovoide dorsoventralmente compressa quasi appiattita con 2 coste laterali e raramente con una addizionale costa adassiale. L'apice è arrotondato. Il pericarpo può possedere alcune cellule mucillaginifere con o senza sacche longitudinali di resina.

## Biologia
Impollinazione: tramite insetti (impollinazione entomogama tramite farfalle diurne e notturne).

Riproduzione: la fecondazione avviene fondamentalmente tramite l'impollinazione dei fiori.

Dispersione: i semi cadono a terra e vengono dispersi soprattutto da insetti come formiche (disseminazione mirmecoria). Un altro tipo di dispersione è zoocoria: gli uncini delle brattee dell'involucro (se presenti) si agganciano ai peli degli animali di passaggio che portano così i semi anche su lunghe distanze. Inoltre per merito del pappo (se presente) il vento può trasportare i semi anche per alcuni chilometri (disseminazione anemocora).

## Distribuzione e habitat

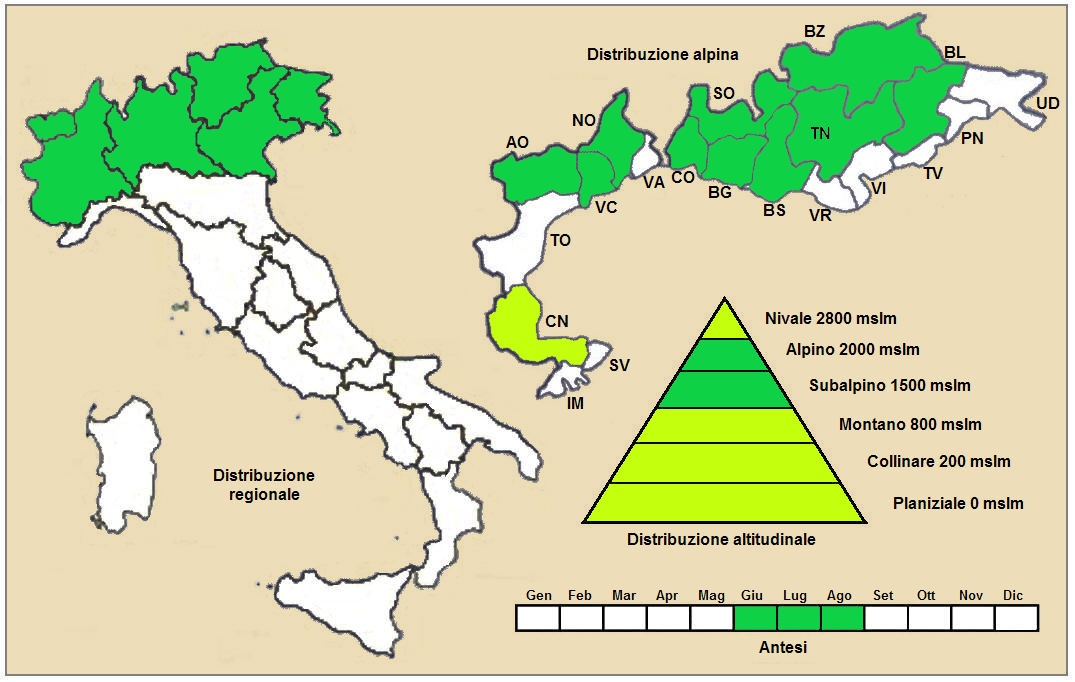
Distribuzione della pianta (Distribuzione regionale – Distribuzione alpina)

Geoelemento: il tipo corologico (area di origine) è  Endemico - Alpico.
Distribuzione: cresce, ma è rara, sulle Alpi, particolarmente in Francia, Italia, Svizzera e Austria.
Habitat: predilige terreni poco calcarei e siti soleggiati, ma anche le rupi, le pietraie e le morene. Resiste a temperature inferiori a -23 °C. Il substrato preferito è calcareo/siliceo ma anche siliceo con pH acido, bassi valori nutrizionali del terreno che deve essere mediamente umido. 
Distribuzione altitudinale: sui rilievi alpini, in Italia, queste piante si possono trovare fino a una quota compresa tra 1800 - 2800 m s.l.m. (massimo 3400 m s.l.m.); nelle Alpi frequentano quindi i seguenti piani vegetazionali: subalpino e alpino e in parte quello nivale, collinare e montano. 

## Fitosociologia

### Areale alpino
Dal punto di vista fitosociologico alpino A. erba-rotta appartiene alla seguente comunità vegetale:
Formazione: comunità delle fessure, delle rupi e dei ghiaioni
Classe: Thlaspietea rotundifolii
Ordine: Androsacetalia alpinae
Alleanza: Androsacion alpinae

### Areale italiano
Per l'areale completo italiano la specie di questa voce appartiene alla seguente comunità vegetale:
Macrotipologia: vegetazione casmofitica, glareicola ed epifitica
Classe: Thlaspietea rotundifolii Br.-Bl., 1948
Ordine: Androsacetalia alpinae Br.-Bl. in Br.-Bl. & Jenny, 1926
Alleanza: Androsacion alpinae Br.-Bl. in Br.-Bl. & Jenny, 1926
Descrizione. L'alleanza Androsacion alpinae è relativa alle comunità dei ghiaioni silicei e morene silicee in stazioni fresche alpine. La cenosi è presente sulle Alpi, sui Carpazi e in Scandinavia. Le comunità di questa alleanza sono in genere paucispecifiche.
Specie presenti nell'associazione: Oxyria digyna, Ranunculus glacialis, Androsace alpina, Saxifraga bryoides, Trifolium pallescens, Achillea erba-rotta subsp. moschata, Leucanthemopsis minima, Cerastium uniflorum, Linaria alpina, Epilobium alpinum, Gentiana bavarica e Stereocaulon alpinum.

## Sistematica
La famiglia di appartenenza di questa voce (Asteraceae o Compositae, nomen conservandum) probabilmente originaria del Sud America, è la più numerosa del mondo vegetale, comprende oltre 23.000 specie distribuite su 1.535 generi, oppure 22.750 specie e 1.530 generi secondo altre fonti (una delle checklist più aggiornata elenca fino a 1.679 generi). La famiglia attualmente (2021) è divisa in 16 sottofamiglie; la sottofamiglia Asteroideae è una di queste e rappresenta l'evoluzione più recente di tutta la famiglia.

### Filogenesi
Il gruppo di questa voce è descritto nella tribù Anthemideae, una delle 21 tribù della sottofamiglia Asteroideae). In base alle ultime ricerche nella tribù sono stati individuati (provvisoriamente) 4 principali lignaggi (o cladi): "Southern hemisphere grade", "Asian-southern African grade", "Eurasian grade" e "Mediterranean clade". Il genere Tanacetum (insieme alla sottotribù Anthemidinae) è incluso nel clade Eurasian grade. Nella struttura interna della sottotribù si individuano due cladi. Il genere di questa voce fa parte del clade comprendente i generi Archanthemis , Xylanthemum  e Gonospermum.
Il genere Achillea contiene oltre un centinaio di specie per cui è stato suddiviso in 5 sezioni. La specie della sottospecie moschata fa parte della sezione Ptarmica (Mill.) W. Koch.
Nella "Flora d'Italia" le specie spontanee di Achillea sono suddivise in due sottogeneri, 7 sezioni e alcuni aggregati. La sottospecie di questa voce appartiene alla terza sezione caratterizzata da sinflorescenze composte da numerosi corimbi, da 6 - 12 fiori ligulati e da foglie 1-2-pennatosette glabre (o con peli scarsi). Nella pubblicazione citata questa entità è indicata come Achillea moschata Wulfen.
I caratteri distintivi della sottospecie  A. erba.rotta subsp. moschata sono:
- le foglie inferiori sono una volta pennatosette completamente divise in acute lacinie;
- le foglie cauline sono divise in sottili lacinie;
- i peduncoli dei capolini sono subglabri o con peli sparsi;
- i margini delle brattee dell'involucro sono cartilaginei, colorati di bruno e dentellati all'apice.

Il numero cromosomico delle specie di questa voce è: 2n = 18.

### Sinonimi
Sono elencati alcuni sinonimi per questa entità:
- Achillea moschata Wulfen
- Ptarmica moschata  (Wulfen) DC.
- Achillea erba-rotta var. ambigua  Heimerl
- Achillea erba-rotta subsp. ambigua  (Heimerl) I.Richardson
- Achillea erba-rotta var. ctenophylla  Briq. & Cavill.
- Achillea genipi  Murray
- Achillea impunctata  Vest
- Achillea livea  Scop.
- Achillea moschata var. hybrida  Gaudin
- Achillea moschata var. platyrhachis  Heimerl
- Achillea moschata var. stenorhachis  Heimerl
- Ptarmica calcarea  Nyman
- Santolina moschata  Baill.

## Usi
I suoi fiori, molto profumati, vengono usati al pari delle foglie nella preparazione di amari, infusi digestivi e liquori. Possiedono infatti la proprietà di stimolare la secrezione dei succhi gastrici e di favorire quindi la digestione.